# Georgische Fußballnationalmannschaft (U-21-Männer)
Die georgische U-21-Fußballnationalmannschaft ist eine Auswahlmannschaft georgischer Fußballspieler. Sie unterliegt der Verantwortung des nationalen Fußballverbandes und repräsentiert ihn auf der U-21-Ebene, in Freundschaftsspielen gegen die Auswahlmannschaften anderer nationaler Verbände, aber auch bei der Europameisterschaft des Kontinentalverbandes UEFA. Spielberechtigt sind Spieler, die ihr 21. Lebensjahr noch nicht vollendet haben und die georgische Staatsangehörigkeit besitzen. Bei Turnieren ist das Alter beim ersten Qualifikationsspiel maßgeblich.
Bis zur Auflösung der Sowjetunion gehörte Georgien als Georgische Sozialistische Sowjetrepublik zur UdSSR. Daher nimmt die U-21-Mannschaft erst seit S1992 am Spielbetrieb teil.
Die Mannschaft wurde vornehmlich von georgischen Trainern betreut. Mit Ralf Minge, der 2006 parallel Trainerassistent bei der von Klaus Toppmöller betreuten A-Nationalmannschaft zeitweise die U-21-Auswahl betreute, gab es einen deutschen Trainer, der später vom in Deutschland aufgewachsenen Kroaten Petar Šegrt beerbt wurde.

## Teilnahme bei U-21-Europameisterschaften
| 1994 in Frankreich         | nicht qualifiziert |
| 1996 in Spanien            | nicht qualifiziert |
| 1998 in Rumänien           | nicht qualifiziert |
| 2000 in der Slowakei       | nicht qualifiziert |
| 2002 in der Schweiz        | nicht qualifiziert |
| 2004 in Deutschland        | nicht qualifiziert |
| 2006 in Portugal           | nicht qualifiziert |
| 2007 in den Niederlanden   | nicht qualifiziert |
| 2009 in Schweden           | nicht qualifiziert |
| 2011 in Dänemark           | nicht qualifiziert |
| 2013 in Israel             | nicht qualifiziert |
| 2015 in Tschechien         | nicht qualifiziert |
| 2017 in Polen              | nicht qualifiziert |
| 2019 in Italien/San Marino | nicht qualifiziert |
| 2021 in Slowenien/Ungarn   | nicht qualifiziert |
| 2023 in Rumänien/Georgien  | Viertelfinale      |
| 2025 in der Slowakei       | qualifiziert       |